# Шансове за утрешния ден
„Шансове за утрешния ден“ (на английски: Odds Against Tomorrow) е американски филм ноар от 1959 година на режисьора Робърт Уайз с участието на Хари Белафонте и Глория Греъм, адаптация на едноименния роман на криминалния писател Уилям Макгивън.

## Сюжет
В Ню Йорк, бившият полицай Дейвид Бърк (Ед Бигли), уволнен от служба заради отказа си да сътрудничи на вътрешния отдел, предлага на високомерния и раздразнителен здравеняк Ърл Слейтър (Робърт Райън) да ограбят банка, обещавайки да му даде 50 хиляди долара в случай на успех. Въпреки че Ърл вече два пъти е лежал в затвора за сериозни престъпления, включително убийство, той не смята себе си за крадец и първоначално отклонява предложението, но подмамен от тлъстия хонорар впоследствие променя мнението си.
След това Бърк се опитва да въвлече в плана си и страдащият от зависимостта си към хазарта музикант в нощен клуб, Джони Инграм (Хари Белафонте), който вече е проиграл повече от 7 хиляди долара, взети назаем от местния криминален елемент Бако (Уил Кулува). Първоначално Джони също отклонява предложението и си тръгва. По молба на Бърк, вечерта Бако отива в клуба, в който работи Джони и заплашвайки го, че ще се случи нещо лошо на съпругата и детето му, изисква Джони да си изплати дълга в рамките на денонощие. Когато на сутринта по време на разходката с дъщеря си в парка Джони осъзнава действителната заплаха, забелязвайки, че двама от хората на Бако ги следят, той се свързва с Бърк и се съгласява да участва в обира.
Ърл и Бърк заминават за малкото градче Мелтън в близост до Ню Йорк, където Бърк показва банката, която смята да ограбят и на място обяснява плана на действие. В четвъртък вечерта, преди деня за раздаване на заплати, касиерите изваждат от банковите сейфове крупни суми от наличните пари и ги разпределят за доставка по предприятията. Всяка вечер тъмнокож куриер доставя от съседното ресторантче кафе и сандвичи, които служителите на банката получават през служебния вход. Точно с помощта на подставен куриер Бърк смята да проникне в банката. Разбирайки, че в обира ще участва тъмнокож, Ърл отказва да се замесва.
Ърл живее при приятелката си Лори (Шели Уинтърс), която той не харесва особено, но тя е влюбена в него. Скоро тя ще бъде назначена за управител на магазина, в който работи и ще може да ги издържа и двамата. Ърл не е удовлетворен от това положение и желае да разполага със собствени средства и да се чувства независим. В отсъствието на Лори, Ърл върти любов със съседката, Хелън (Глория Греъм), която ежедневно го посещава видимо привлечена както от самия Ърл, така и от факта, че той някога е убил човек. В крайна сметка, Ърл отново се присъединява към Бърк.
Рут (Ким Хамилтън), бившата съпруга на Джони, отива при него за да отведе дъщеря им. От срещата по между им става ясно, че Джони все още е влюбен в нея, а и тя не е безразлична, но няма да се върне при него, докато той не се излекува от пристрастеността си към хазартните игри. Джони е разгневен от факта, че Рут е способна сама да контролира живота си и поддържа близки делови и лични отношения с бели хора. Той смята, че белите и тъмнокожите живеят в различни светове, и че опитите на Рут да се впише в техния свят са пълна самозаблуда.
В навечерието на обира, Бърк, Ърл и Джони се срещат за да обсъдят плана. Ърл всячески подчертава своето пренебрежително отношение към Джони, но Бърк го убеждава, че тримата са равноправни партньори в начинанието. На следващата сутрин Джони пристига в Мелтън с влака, Бърк пътува със собствения си автомобил, а Ърл със специално пригодена кола с форсиран двигател, с която да се измъкнат от местопрестъплението. Срещайки се на брега на реката, между Ърл и Джони отново назрява напрежение. След това те се разотиват из града в очакване на вечерта и началото на обира.
Около шест часа вечерта, Бърк притига при ресторанта в съседство с банката. Той забелязва отправящият се към нея куриер и се приближава към него с намерението да му отнеме подноса. В този момент група младежи блъскат куриера, кафето и храната се разпиляват на улицата. Преоблеченият като куриер Джони се приближава до служебния вход на банката и чука на вратата. Когато охраната отваря за да вземе храната, в помещението нахлува бандата обирджии. Докато Ърл държи на мушка служителите, Бърк и Джони събират парите в торба. Според плана, за да не привличат вниманието на случайните минувачи, от банката към колата, преоблечен като куриер и носещ парите, трябва да бъде Ърл. Заради отвращението си от него, Джони отказва да му даде ключовете. Поради този факт с мисията се заема Бърк.
Видът на излизащ от банката непознат мъж, носещ торба, предизвиква съмнение в преминаващия наблизо полицейски патрул. Полицаите изискват от Бърк да спре и да предостави документите си за проверка. В този момент се задейства алармената система на банката, което предизвиква престрелка. Бърк е сериозно ранен и пада на тротоара, а Ърл и Джони стрелайки, успяват да се скрият зад ъгъла на зданието. Те не могат да се възползват от автомобила, защото ключовете са останали в Бърк. Виждайки, че е обречен, Бърк се самоубива. Джони изпада в ярост от поведението на Ърл и започва да го преследва, стреляйки по него. Ърл бяга в двора на близкия нефтопреработвателен комбинат, където Джони го гони по покрива на една цистерна. От изстрелите, които си разменят, горивото в цистерната се възпламенява и те загиват.

## В ролите
- Хари Белафонте като Джони Инграм
- Робърт Райън като Ърл Слейтър
- Ед Бигли като Дейвид Бърк
- Шели Уинтърс като Лори
- Глория Греъм като Хелън
- Уил Кулува като Бако
- Ким Хамилтън като Рут Инграм
- Мей Барнс като Ани
- Ричард Брайт като Коко
- Кармен Де Лавалад като Кити
- Лю Гало като Мориарти
- Лоис Торн като Ейди Инграм

## Номинации
- Номинация за Златен глобус за най-добър филм, насърчаващ международното разбирателство през 1960 година.